# Cyprogenia aberti
Cyprogenia aberti är en musselart som först beskrevs av Conrad 1850.  Cyprogenia aberti ingår i släktet Cyprogenia och familjen målarmusslor. IUCN kategoriserar arten globalt som otillräckligt studerad. Inga underarter finns listade i Catalogue of Life.